# Černíč (Hradešice)

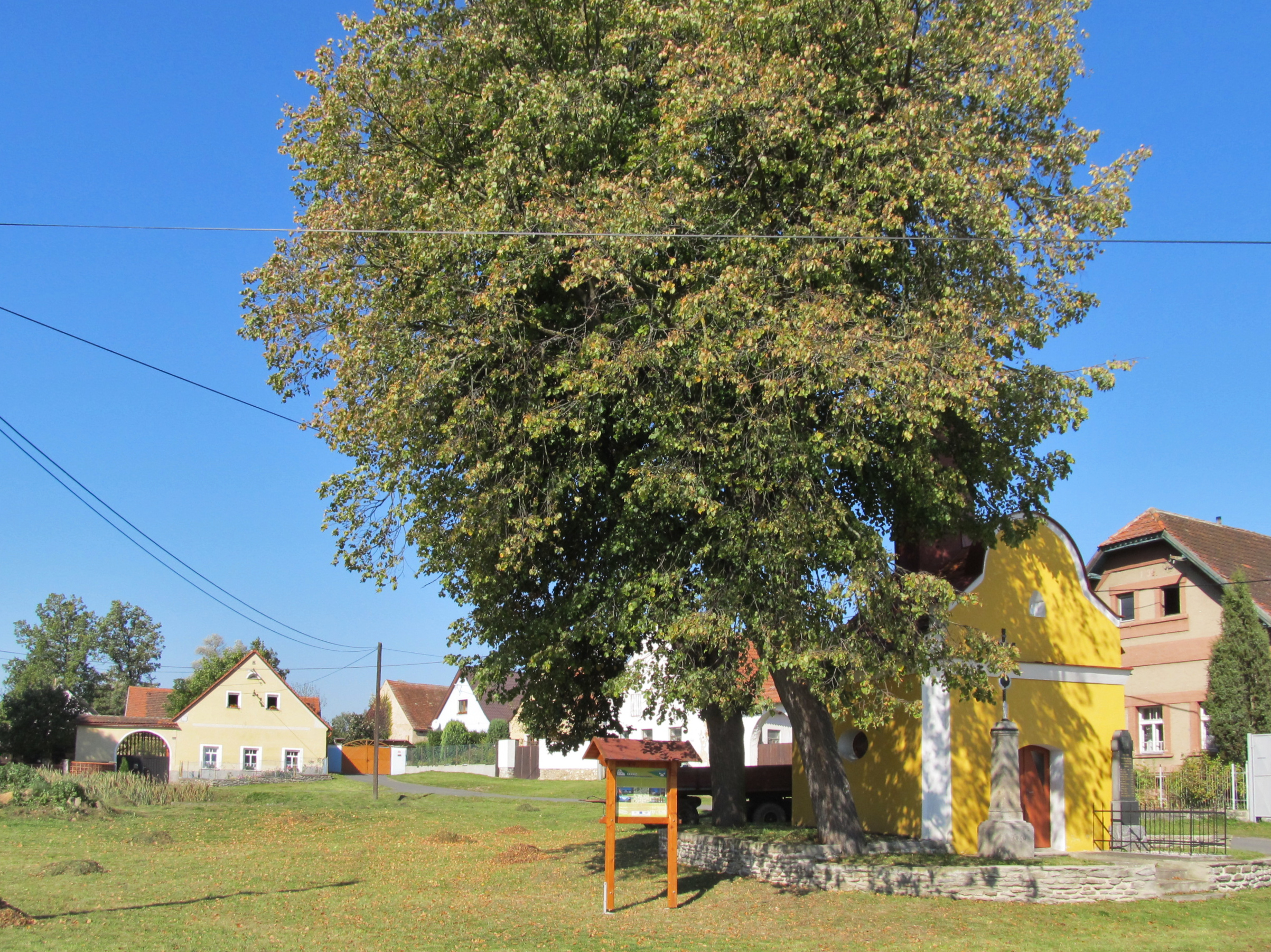
Dorfplatz mit Kapelle des hl. Martin

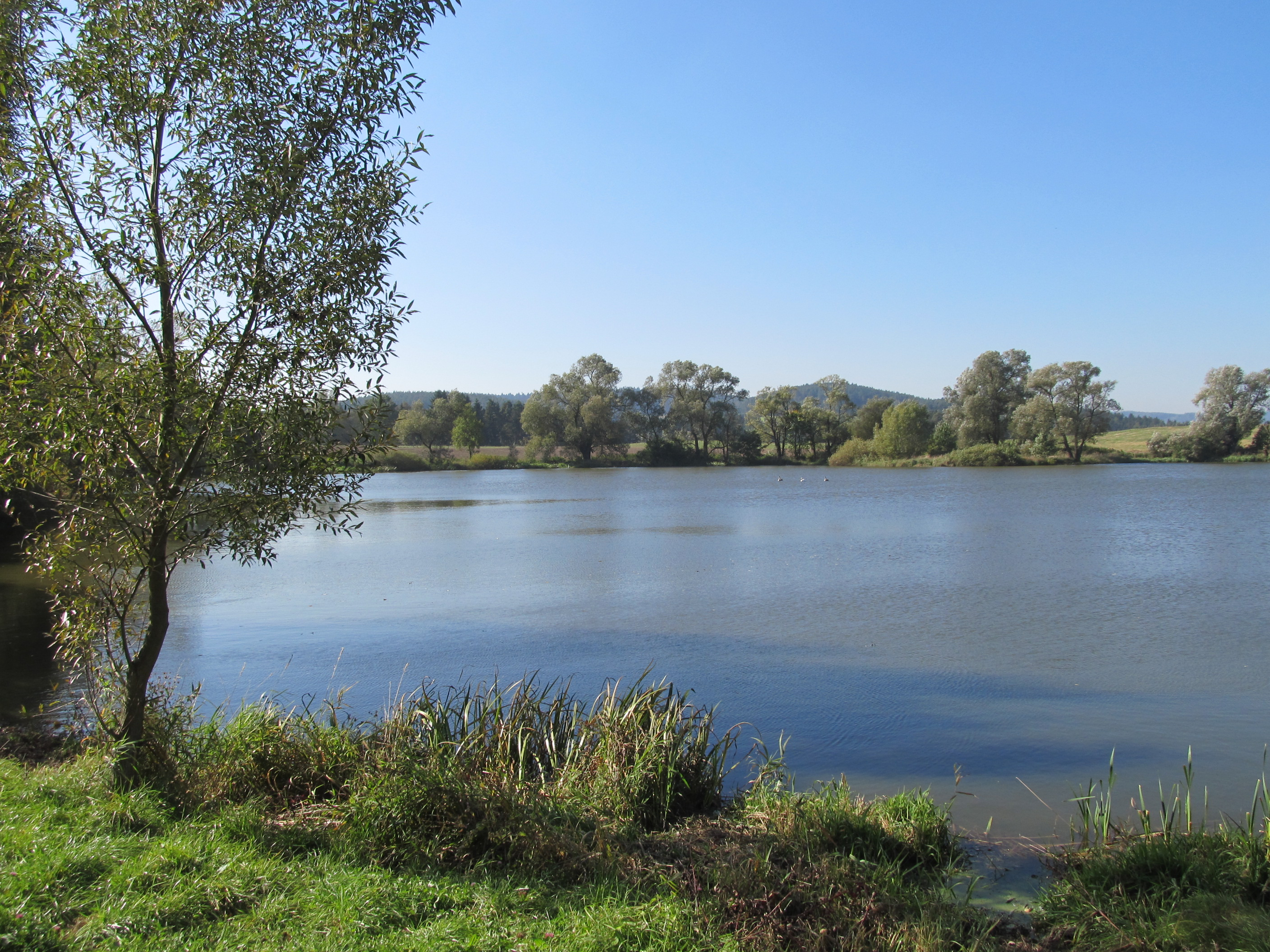
Teich Žákov

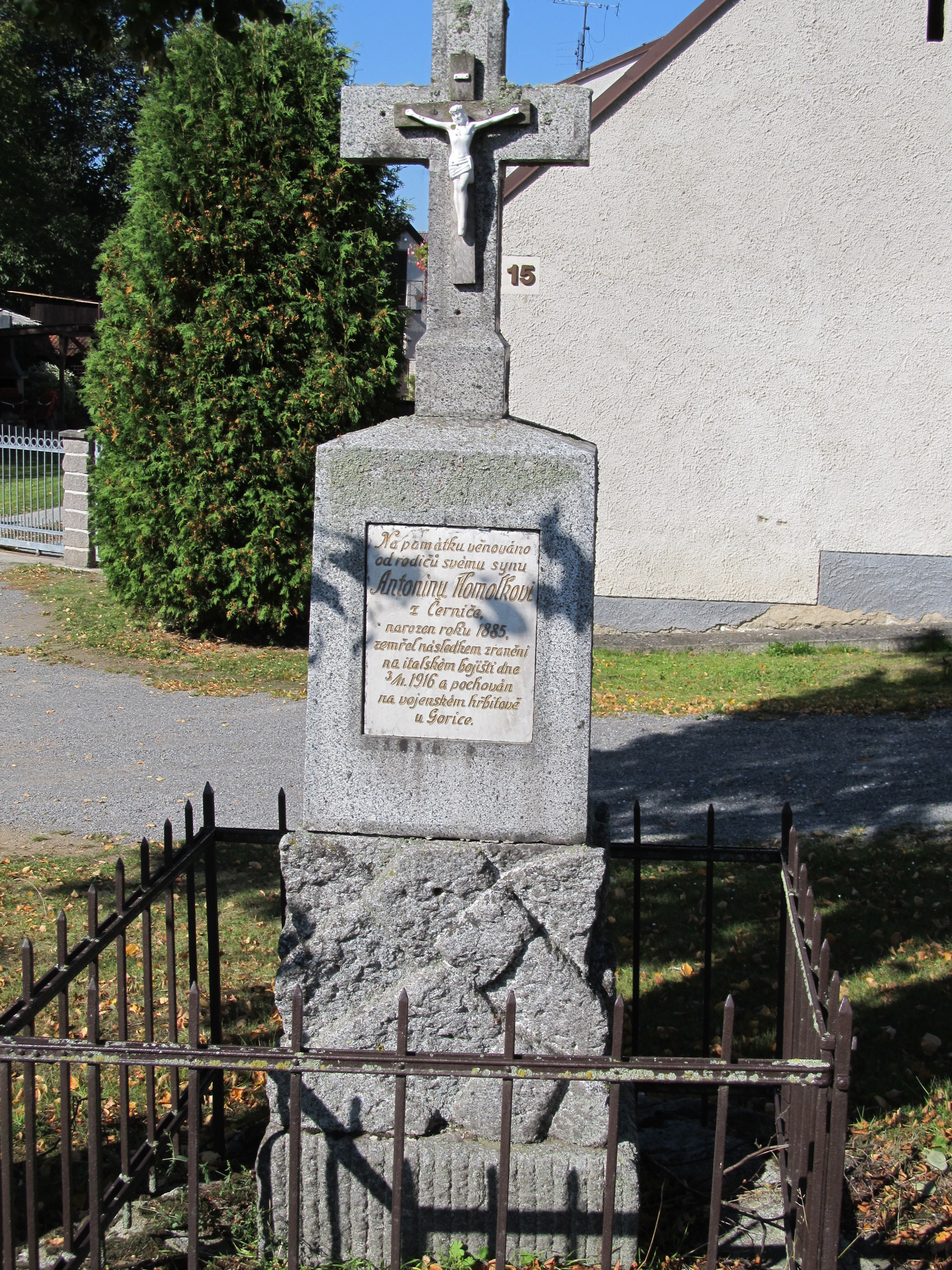
Gedenkkreuz neben der Kapelle

Černíč (deutsch Tschernitsch, früher Černetz bzw. Czernetz) ist ein Ortsteil der Gemeinde Hradešice in Tschechien. Er liegt neun Kilometer westlich von Horažďovice und gehört zum Okres Klatovy.

## Geographie
Černíč befindet sich linksseitig über dem Tal des Baches Černíčský potok (Wildbach) in der Nepomucká vrchovina (Nepomuker Bergland). Am westlichen Ortsrand liegt der Teich Žákov. Östlich erhebt sich die Hora (544 m), im Südosten der Plešovec (542 m) und die Semlina (507 m), südlich die Doubrava (471 m), der Vrch (584 m), der Džbán bzw. Čbány (618 m), der Zlačín (568 m) und der Zelenov (550 m), im Südwesten der Soudný (591 m), der Bučí vrch (582 m), der Žebráček (599 m) und die Suchá (565 m), im Westen die Černava (563 m) sowie nordwestlich die Vlčí hora (588 m) und die Prašivice (575 m). Gegen Südwesten erstreckt sich der Miřenicer Wald, südlich liegt der Naturpark Buděticko.
Nachbarorte sind U svatého Antonína und Zahrádka im Norden, Hradešice, Bažantnice, Třebomyslice und Malý Bor im Nordosten, Nový Dvůr, Týnec, Hliněný Újezd, Malé Hydčice und Velké Hydčice im Osten, Hejná, Bojanovice und Rabí im Südosten, Vlakonice im Süden, Bohov, Lipová Lhota, Dalovice und Čejkovy im Südwesten, Miřenice, Ústaleč, Leotvský Mlýn und Letovy im Westen sowie Červený Mlýn, Bažantnice, Tužice, Nalžovské Hory und Velenovy im Nordwesten.

## Geschichte
Der Fund von Resten einer slawischen Begräbnisstätte an der Semlina belegt eine frühzeitliche Besiedlung der Gegend. Erstmals erwähnt wurde Černče im Jahre 1377 als Teil der Burgherrschaft Raby. Später wurde das als Rundling angelegte Dorf der Herrschaft Horažďovice zugeschlagen. Der ursprüngliche Ortsname wandelte sich im Laufe der Zeit wegen seiner schwierigen Aussprache in Černec bzw. Černice. Nach 1595 kaufte der Besitzer der Herrschaft Elischau, Friedrich Švihovský von Riesenberg, die umliegenden Güter, darunter auch Černice, auf. Während des Ständeaufstandes wurde Friedrich Švihovský von Riesenberg 1618 in das Ständedirektorium gewählt; nach der Schlacht am Weißen Berg blieb er von jeglicher Strafe verschont. Sein Sohn, der Hauptmann des Prachiner Kreises und Vorsitzende des Obersten Gerichts des Königreiches Böhmen, Ferdinand Švihovský von Riesenberg erbte 1635 eine bislang vom Krieg verschonte und prosperierende Herrschaft. Danach erreichte der Dreißigjährige Krieg auch diese Gegend. Ferdinands verschwenderischer Sohn Jaroslav Švihovský von Riesenberg musste die Herrschaft Elischau schließlich zu Beginn des 18. Jahrhunderts an seine Gläubiger abtreten. 1716 verkaufte die Familie Popowsky von Scharfenbach die Herrschaft an Norbert Graf von Pötting und Persing. Ihm folgte Wenzel Maria Josef von Pötting und Persing. Im Jahre 1769 erwarb Franz Xaver Graf Taaffe († 1803) die Herrschaft. Der kinderlose Dragonerobrist überschrieb die Herrschaft 1797 seinem Neffen Rudolf Graf Taaffe. Diesem folgte sein Sohn Ludwig Graf Taaffe. Der am südlichen Ortsausgang gelegene große Černetzer Mühlteich, auch Velký rybník bzw. Vlkonický rybník genannt, war der größte Teich der Region.
Im Jahre 1838 bestand Černetz aus 31 Häusern mit 197 Einwohnern. Im Ort gab es ein Wirtshaus. Unterhalb des Dorfes befand sich am Damm des Černetzer Teiches eine Mühle mit Brettsäge. Abseits lag im Mieřenitzer Wald ein Jägerhaus mit einer Waldsamendarre. Pfarrort war Hradeschitz. Bis zur Mitte des 19. Jahrhunderts blieb Černetz zum Allodialgut Elischau samt Zamlekau untertänig.
Nach der Aufhebung der Patrimonialherrschaften bildete Černice bzw. Černec / Černetz ab 1850 eine Gemeinde im Gerichtsbezirk Horažďowitz. Am 7. Juli 1854 brach nach einem Starkregen der Damm des Černetzer Mühlteiches; die Flutwelle des Černíčský potok richtete in Bojanovice schwere Schäden an und erreichte dann die hochwasserführende Otava, wobei die Fluten bis nach Horažďovice weitere Schäden verursachten. Der Teich wurde danach nicht mehr angestaut. Ab 1868 gehörte das Dorf zum Bezirk Strakonitz. Ab 1880 wurden Černec / Czernetz als amtliche Ortsnamen verwendet. Im Jahre 1900 hatte Černec 198 Einwohner. 1924 wurde der Ortsname in Černíč geändert. Ab 1949 gehörte Černíč zum Okres Horažďovice. 1950 lebten in den 35 Häusern von Černíč 150 Personen. Nach der Aufhebung des Okres Horažďovice wurde die Gemeinde 1960 dem Okres Klatovy zugeordnet. 1961 wurde Černíč nach Hradešice eingemeindet. 1991 hatte der Ort 98 Einwohner. Im Jahre 2001 bestand das Dorf aus 33 Wohnhäusern, in denen 108 Menschen lebten.

## Ortsgliederung
Der Ortsteil Černíč bildet den Katastralbezirk Černíč u Hradešic.

## Sehenswürdigkeiten
- Kapelle des hl. Martin auf dem Dorfplatz, erbaut in der 1. Hälfte des 19. Jahrhunderts. Sie ist als Kulturdenkmal geschützt.
- Gedenkkreuz für den während des Ersten Weltkrieges gefallenen Antonín Homolka, neben der Kapelle